# Anopheles aztecus
Anopheles aztecus är en tvåvingeart som beskrevs av Hoffmann 1935. Anopheles aztecus ingår i släktet Anopheles och familjen stickmyggor. Inga underarter finns listade i Catalogue of Life.